# Rana esculenta
Pelophylax kl. esculentus (danh pháp đồng nghĩa: Rana esculenta) là một loài ếch châu Âu thông thường, còn được gọi là ếch nước thông thường hoặc ếch xanh (tuy nhiên thuật ngữ sau này cũng được sử dụng cho loài Rana ngaoitans ở Bắc Mỹ).

## Hình ảnh

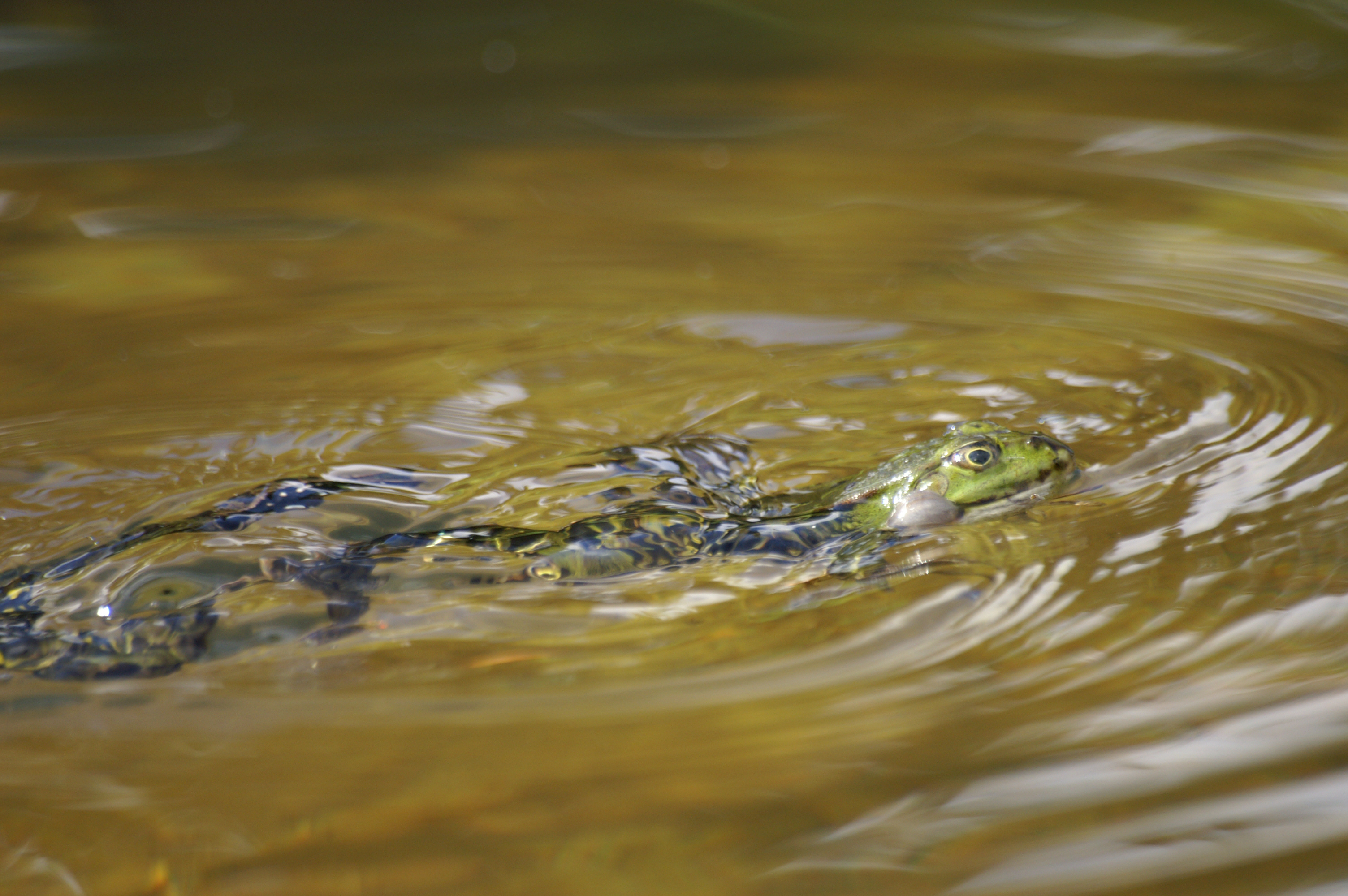
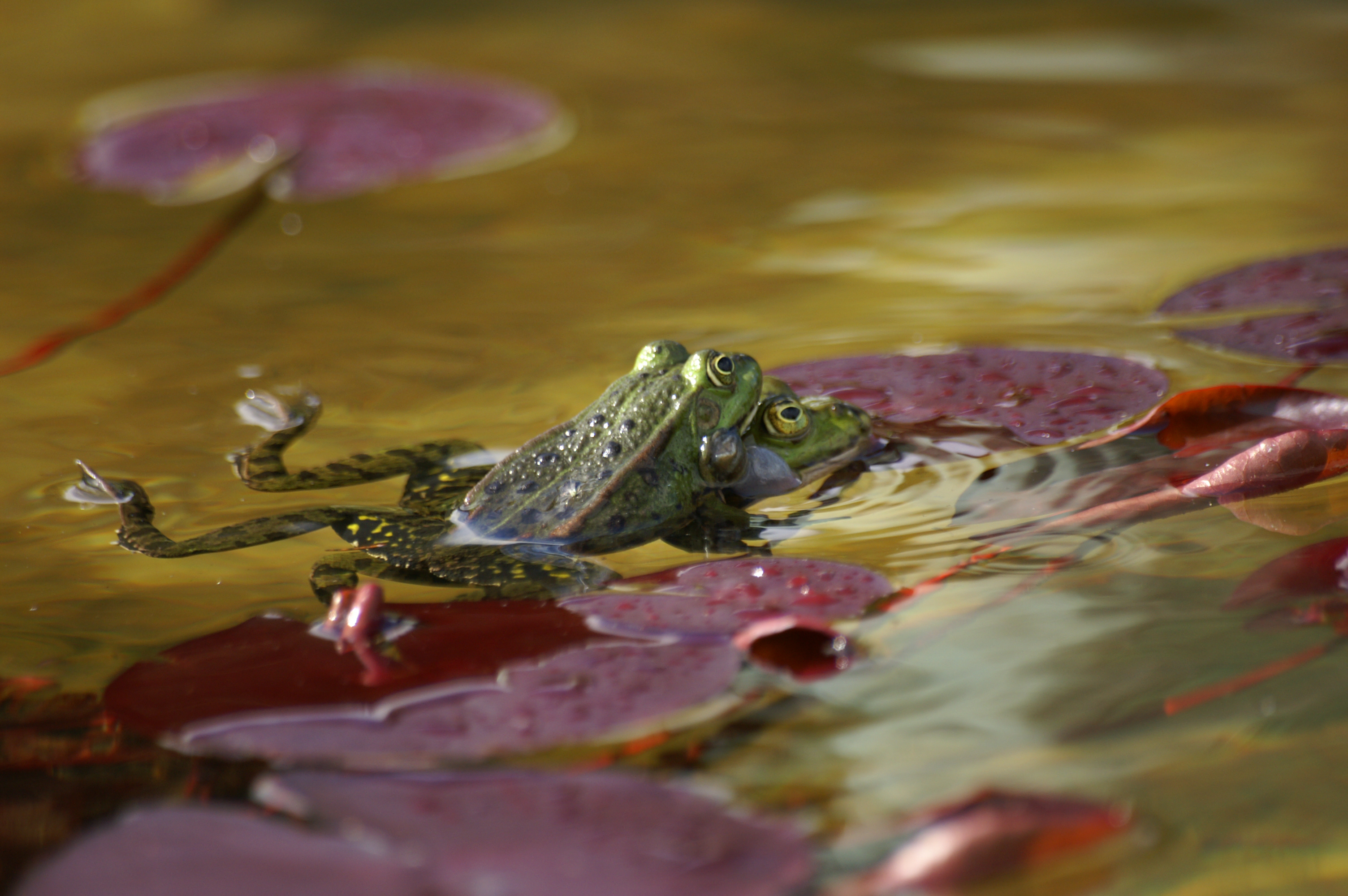
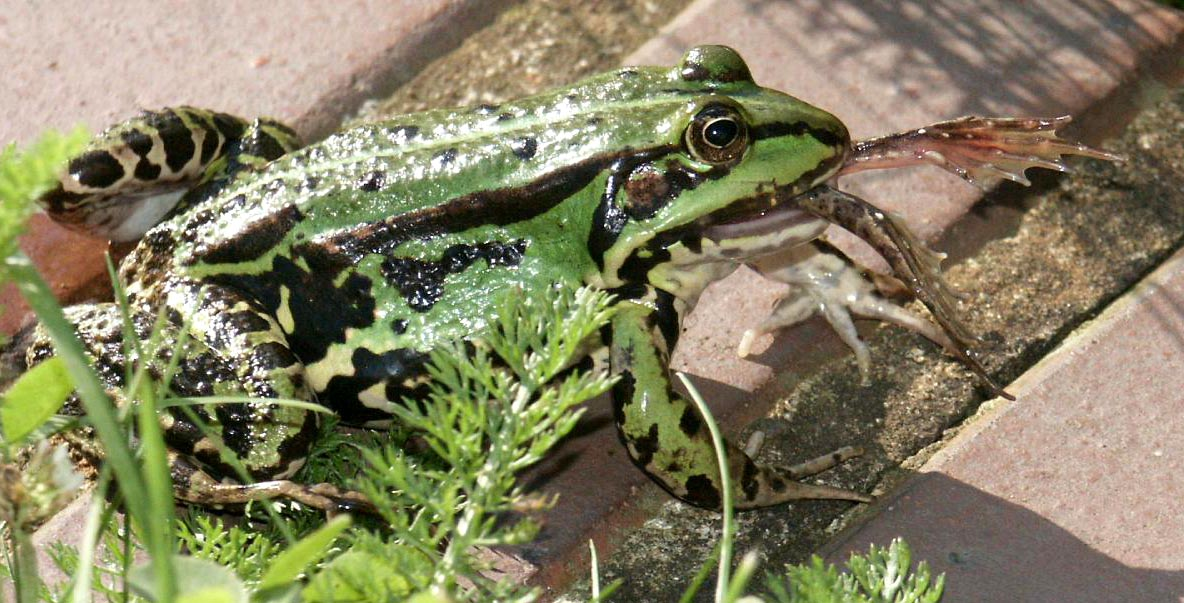
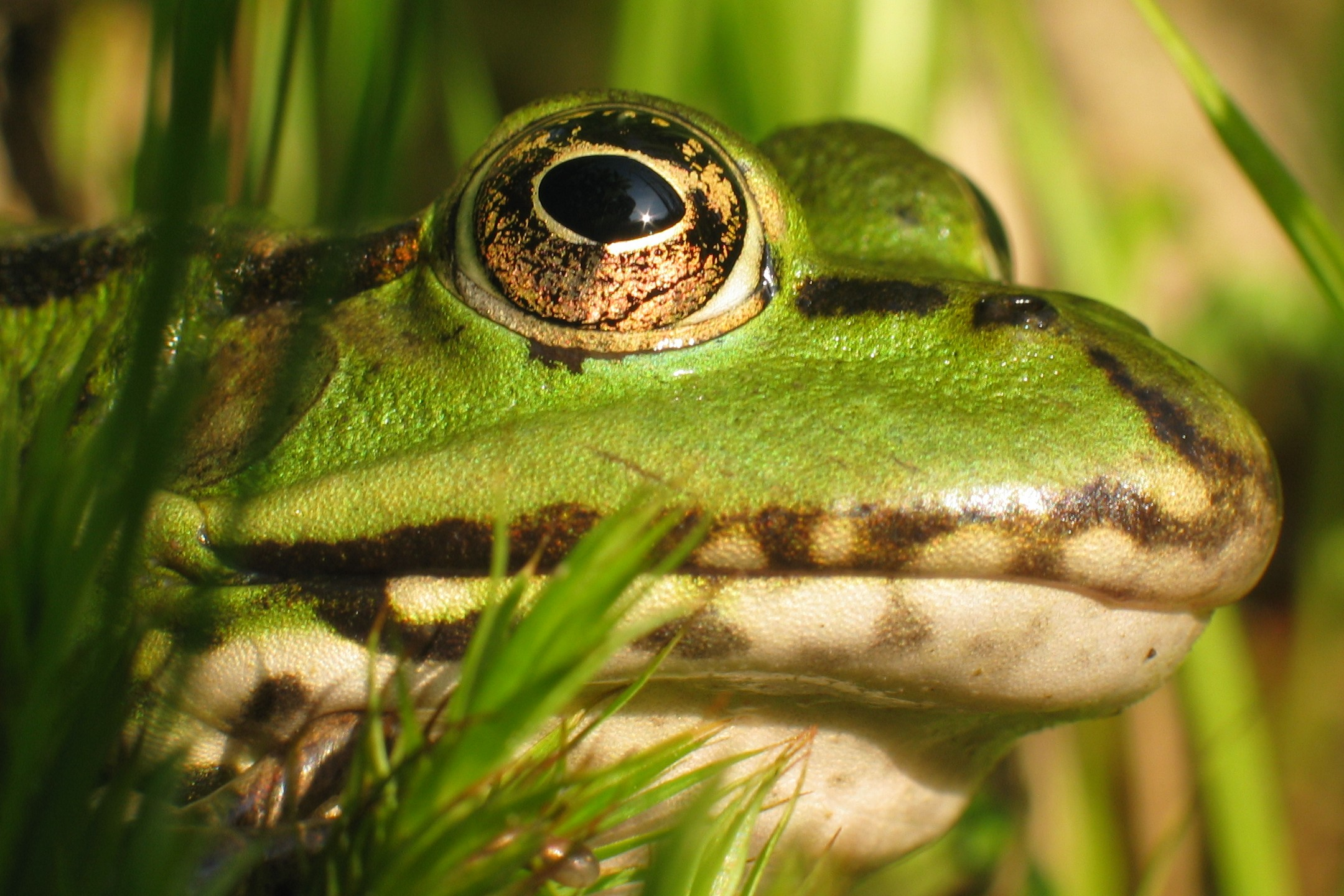
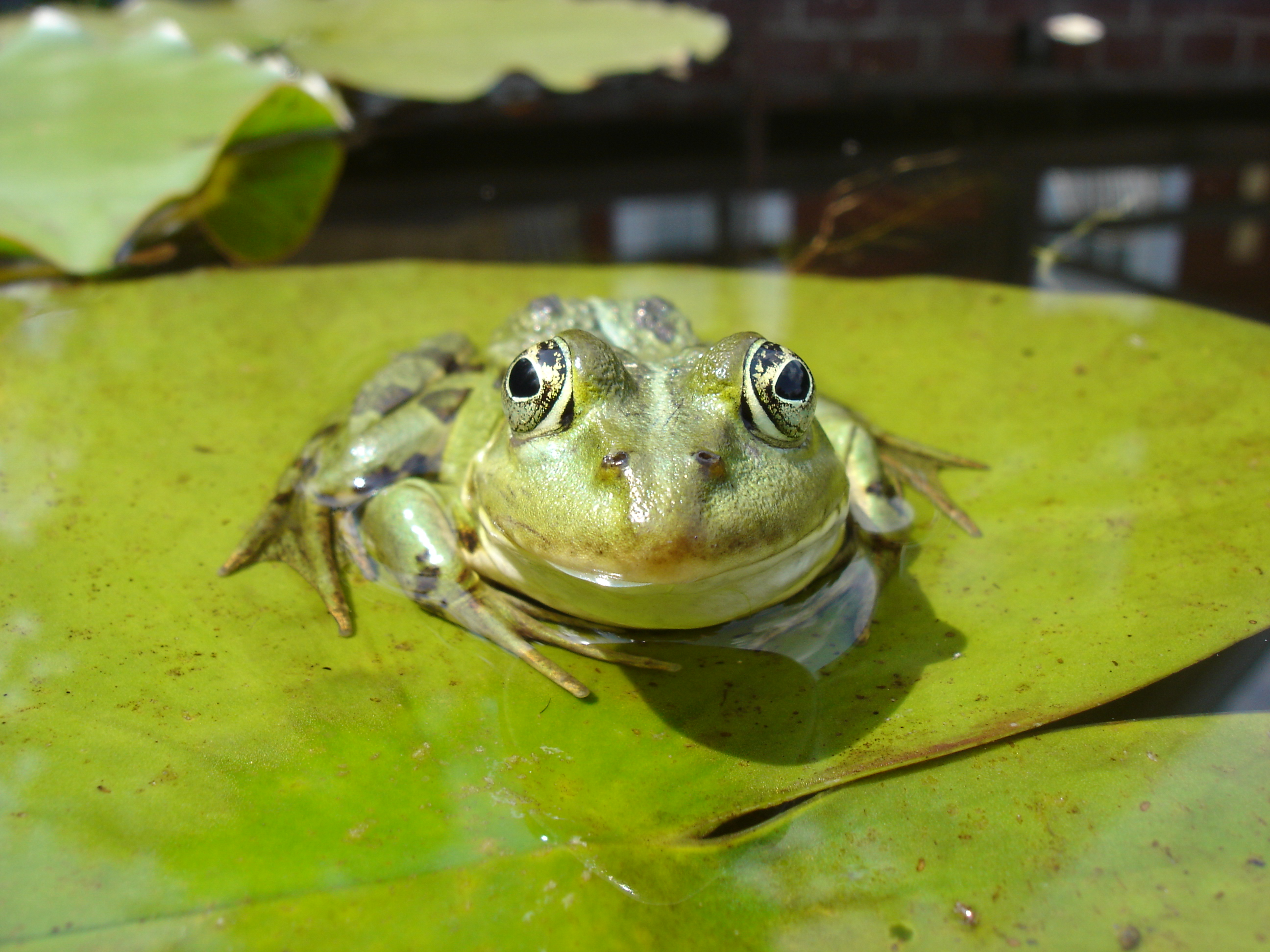
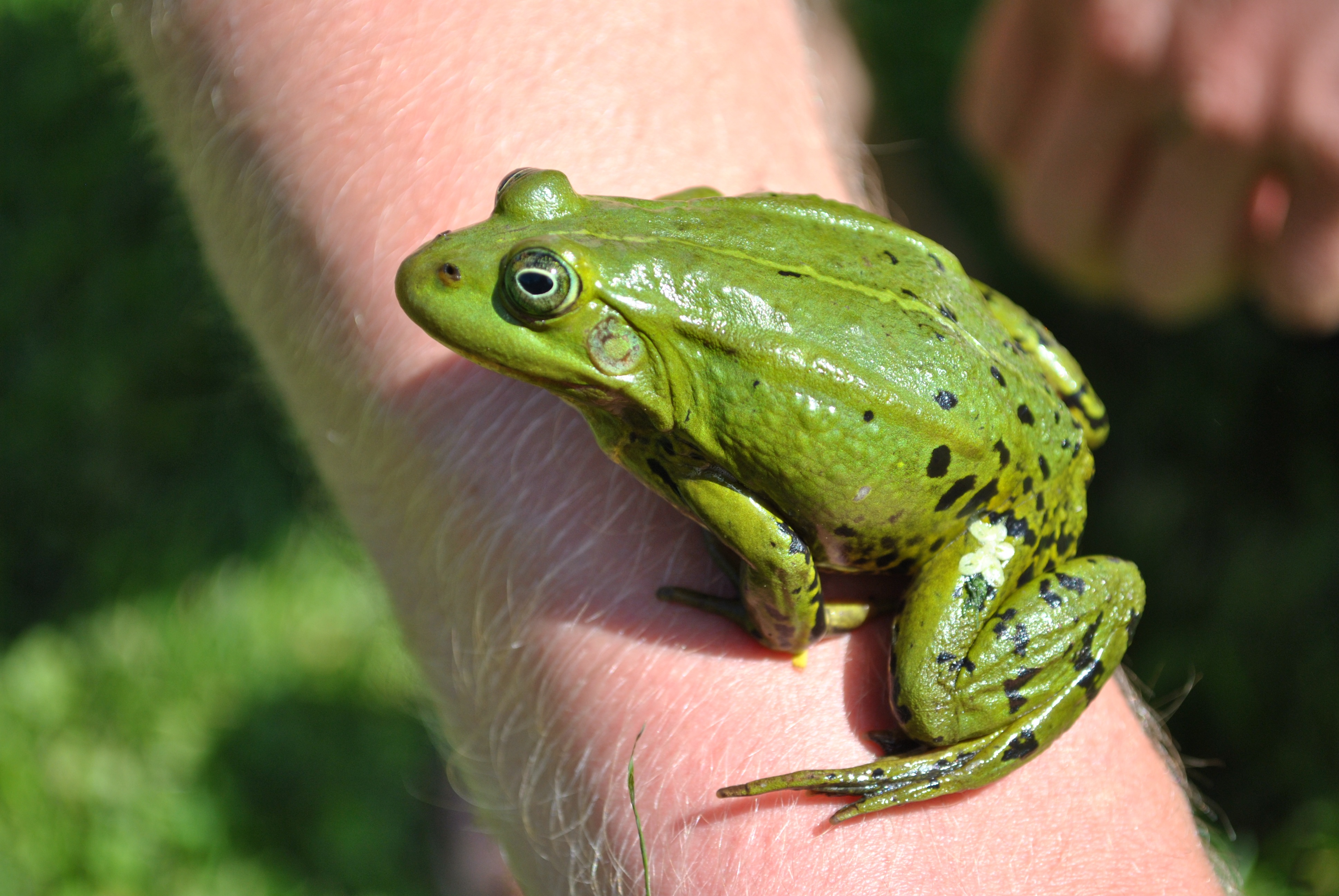
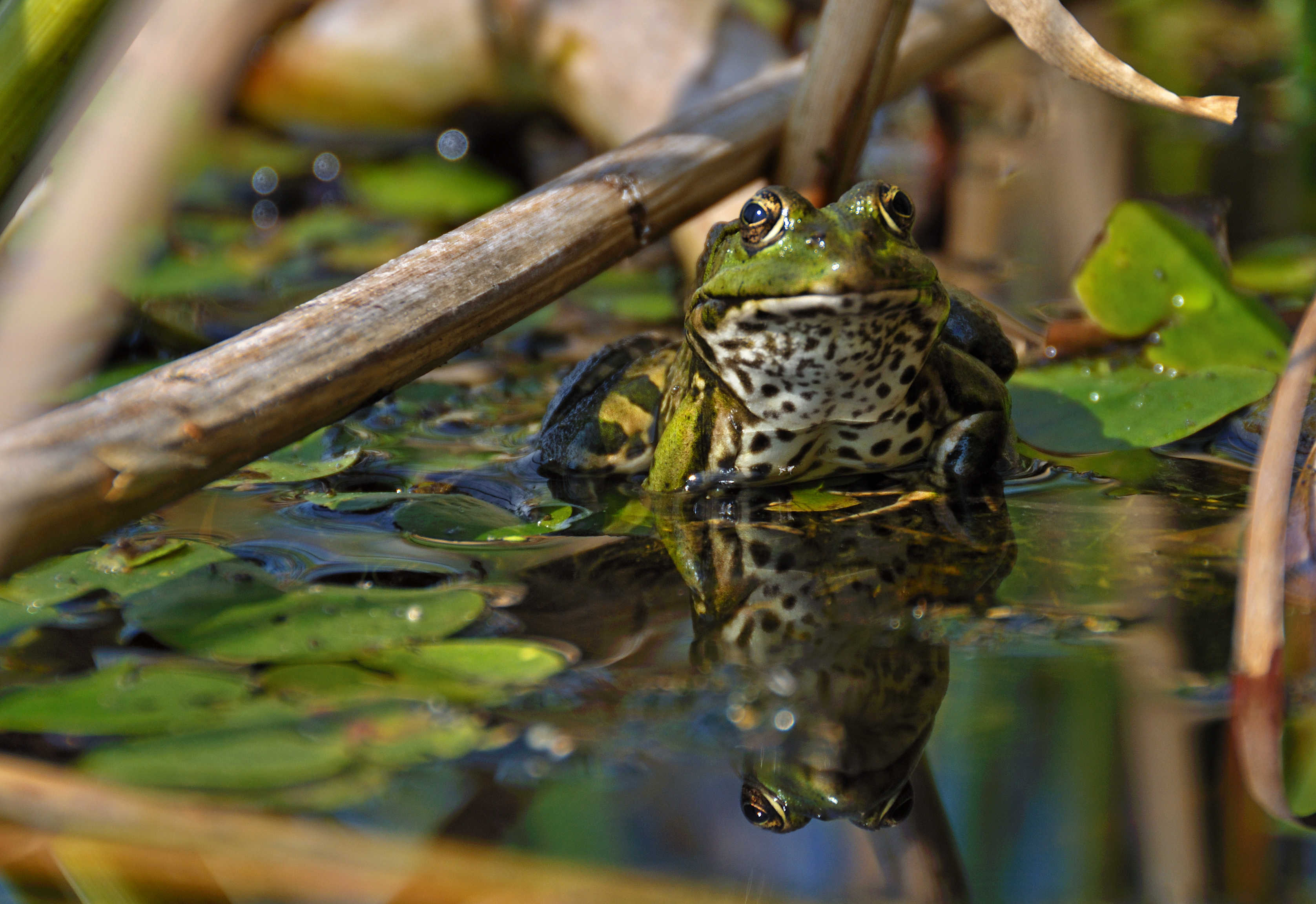
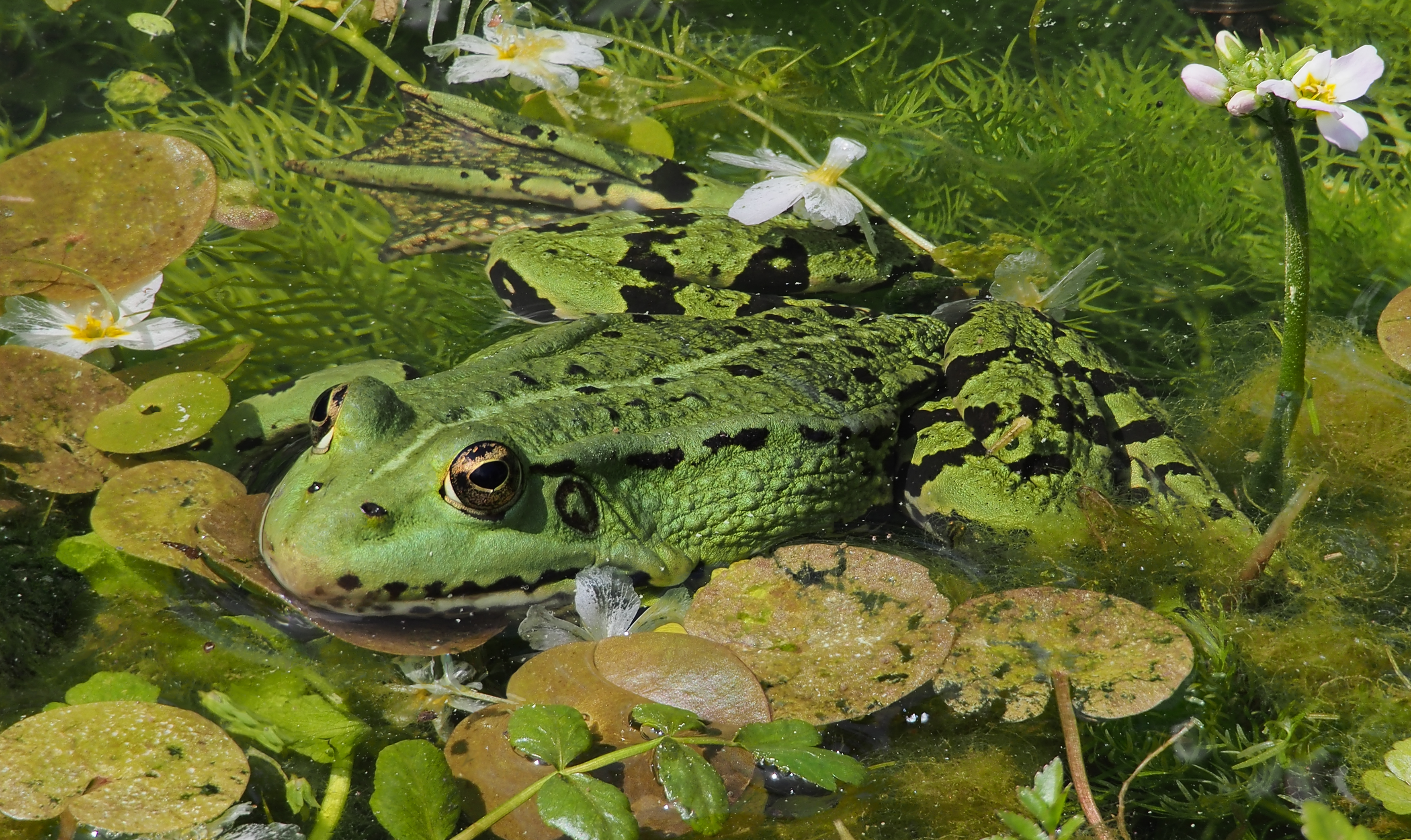
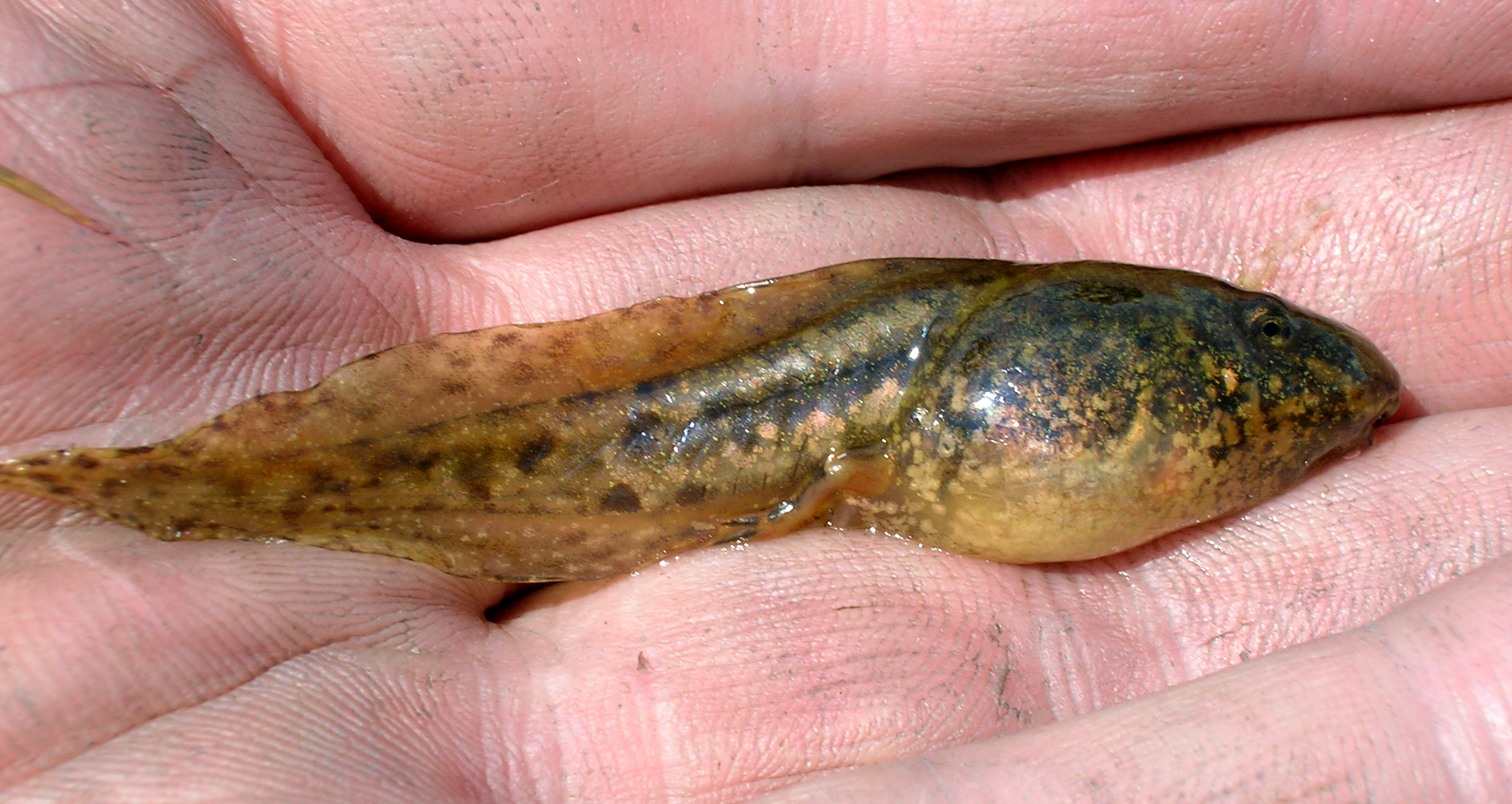